# Harpconcert (Hoddinott)
Alun Hoddinott componeerde zijn enige Harpconcert in 1957 en reviseerde het in 1970. Het is oorspronkelijke geschreven voor de Welshe harpist Osian Ellis.
Hoddinott koos ervoor om de harp niet tegen het orkest te laten spelen, maar tegen of met een beperkte groep instrumenten, omdat de klanken van de harp al snel verdwijnen in een groot ensemble, zoals een orkest.
Het grote orkest vult wel enkele leemtes op. De aanloop tot het slot is ook voor het volle orkest; de harp ontbreekt daar volledig. In de coda is de harp echter de baas, met een reeks arpeggios helpt de harp het orkest naar het massieve akkoord.

## Delen
1. Dialogue
2. Improvisation
3. Fantasy

## Bron en discografie
- Uitgave Lyrita; Osian Ellis met het London Symphony Orchestra o.l.v. David Atherton.